# Ambición (telenovela)
Ambición fue una telenovela mexicana producida por Valentín Pimstein (1927-2017) para la empresa Televisa en 1980. Protagonizada antagónicamente por Julieta Bracho y como protagonista masculino tuvo a Rafael Baledón.

## Sinopsis
Es la historia de una mujer que seduce a un hombre con el afán de quitarle su dinero, la malvada mujer también tiene un cómplice y mandan a la hija del señor a un internado donde conoce al amor y la hace regresar para querer justicia.

## Elenco
- Julieta Bracho - Olga
- Rafael Baledón - Horacio
- Edith González - Charito
- Raymundo Capetillo - Armando
- Erika Buenfil - Iris
- Beatriz Aguirre - Violeta

## Versiones
- Ambición es una versión de la radionovela del mismo nombre escrita por Inés Rodena.
- Ambición fue el nombre de versión peruana realizada en 1973 por América Televisión.